# ألفارو ميخيا (دراج)
ألفارو ميخيا (بالإسبانية: Álvaro Mejía)‏ ولد بتاريخ 19 يناير 1967 في كولومبيا، هو دراج كولومبي سابق في صنف سباق الدراجات على الطريق.